# Griskriget
För andra betydelser, se Griskriget (olika betydelser).
Griskriget (engelska: Pig War, Pig Episode,  Pig and Potato War, San Juan Boundary Dispute eller Northwestern Boundary Dispute) var en gränskonflikt under året 1859 mellan Storbritannien och USA beträffande gränsdragningen mellan Brittiska Nordamerika (nuvarande Kanada) och USA vid Stilla havet. Konfliktens namn syftar på att det enda offret var en gris.

## Historia

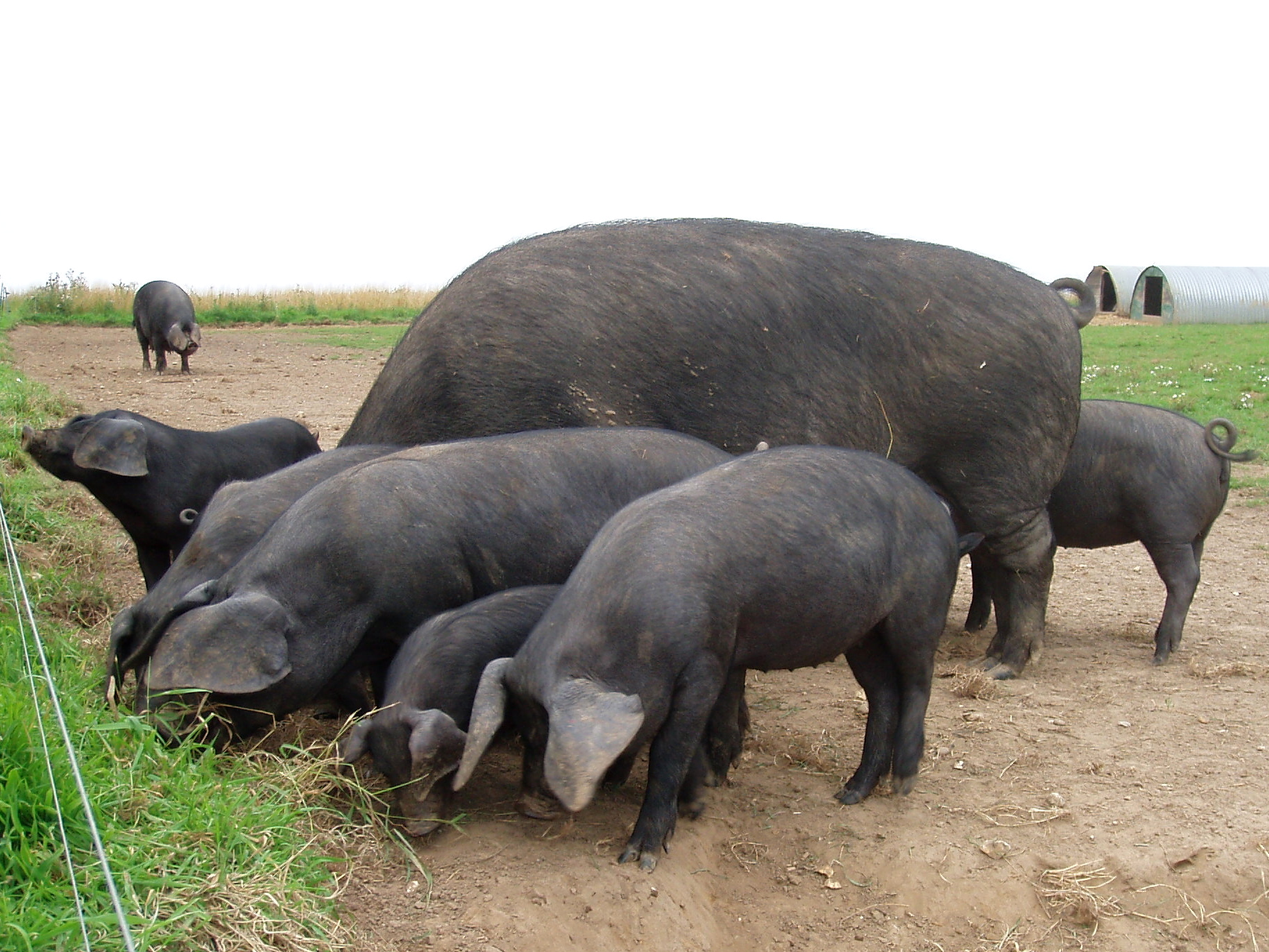
Grisen som utlöste konflikten var av rasen Large Black.

Gränsen mellan USA och Brittiska Nordamerika i denna region var fastlagd i ett fördrag från 15 juni 1846 med namnet Oregonfördraget där det var nedtecknat att gränsen gick längs den 49:e breddgraden och i mitten av kanalen som delar Vancouver Island från fastlandet samt i mitten av Juan de Fucasundet fram till Stilla havet. Det fanns däremot oklarheter i området där San Juan Islands ligger om mitten av kanalen betyder öster eller väster om ögruppen. Därför gjorde både USA och Storbritannien anspråk på ögruppen. 
Precis 13 år senare var den beskrivna oklarheten anledning till en öppen konflikt. Den 15 juni 1859 sköt den amerikanska bonden Lyman Cutlar en främmande gris som han upptäckte på sin jordbruksmark. Grisen tillhörde en irländare som var anställd hos Hudson Bay-kompaniet. De brittiska myndigheterna hotade Cutlar med fängelse och de amerikanska nybyggarna svarade med att begära militärt stöd från den amerikanska armén. Storbritannien skickade tre krigsfartyg till området och flera dagar var krigshotet stort men inget skott avfyrades.
Efter medling på president James Buchanans uppdrag bestämdes att ögruppen tills vidare skulle delas och parterna upprättade var sitt läger i norra respektive södra delen av ögruppen.
Först tolv år senare beslutade en kommission, bildad på förfrågan av både Storbritannien och USA, av den tyske kejsaren Vilhelm I som neutral tredje part att San Juan Islands skulle bli amerikanskt territorium.